# فيكرز إي.أف.بي.8
فيكرز إي.أف.بي.8 (Vickers E.F.B.8) كانت نموذج لطائرة مقاتلة بريطانية بمحركين من جيل الحرب العالمية الأولى. تم التخلي عنها بعد بناء طائرة واحدة فقط تعمل بمحرك منفرد وكان من المفترض أن تكون ذات قدرات عالية على المناورة.

## المواصفات
البيانات من Vickers Aircraft since 1908 
الخصائص العامة
- الطاقم: two
- الطول: 28 ft 2 in (8.59 m)
- باع الجناح: 38 ft 4 in (11.69 m)
- الارتفاع: 9 ft 10 in (3.00 m)
- مساحة الجناح : 468 sq ft (43.5 m²)
- الوزن فارغة: 1,840 lb (836 kg)
- الوزن محملة: 2,610 lb (1,186 kg)
- محرك الطائرة: 2 × Gnome Monosoupape محرك دوار, 100 hp (75 kW)  الواحد

الأداء
- السرعة القصوى: 98 mph (85 knots, 157 km/h) at 5,000 ft (1,520 m)
- سقف الخدمة: 14,000 ft (4,300 m)
- Endurance: 3 hours
- Climb to 5,000 ft (1,520 m): 10 min